# Iesdibades
Iesdibades (em persa médio: Yaza[d]bed; em parta: Yaz(a)dbed; em grego clássico: Ιησδιβαδ(ες); romaniz.: Iesdibad(es)) foi um oficial persa do século III, ativo no reinado do xá Sapor I (r. 240–270). É conhecido apenas a partir da inscrição Feitos do Divino Sapor de acordo com a qual era "conselheiro de rainhas" (bānūgān handarzbed em persa, bāmbišnān handarzbed em parta, ανδαρζαβιδες em grego). Aparece na lista de dignitários da corte e está classificado na trigésima quinta posição dentre os 67 dignitários.